# Lepthyphantes bakeri
Lepthyphantes bakeri là một loài nhện trong họ Linyphiidae.
Loài này thuộc chi Lepthyphantes. Lepthyphantes bakeri được miêu tả năm 1990 bởi Scharff.